# Louis Aubert
Louis Aubert (* 19. Februar 1877 in Paramé (Saint-Malo); † 9. Januar 1968 in Paris) war ein französischer Komponist.

## Leben
Louis Aubert studierte am Pariser Konservatorium Gesang, Klavier, Harmonielehre, Begleitung und Komposition, Letzteres bei Gabriel Fauré. Er wirkte danach weiter am Konservatorium und arbeitete für den französischen Rundfunk und als Kritiker.
In seinen Werken setzte er sich in der Tradition Faurés für die Eigenständigkeit der französischen Musik ein. Italienische und deutsche Einflüsse sollten zurückgedrängt werden.
Ab 1929 war die Komponistin Rosy Wertheim eine Schülerin von ihm.
Aubert ist Widmungsträger der Valses nobles et sentimentales von Maurice Ravel, der ab 1897 ebenfalls bei Gabriel Fauré am Pariser Konservatorium Komposition studierte. 1956 wurde er als Nachfolger von Gustave Charpentier in die Académie des Beaux-Arts gewählt.